# Coupe d'Union soviétique de football 1986-1987
Navigation
Édition 1985-1986 Édition 1987-1988
La Coupe d'Union soviétique 1986-1987 est la 46e édition de la Coupe d'Union soviétique de football. Elle se déroule entre le 3 mai 1986 et le 14 juin 1987.
La finale se joue le 14 juin 1987 au stade Lénine de Moscou et voit la victoire du Dinamo Kiev, qui remporte sa huitième coupe nationale aux dépens du Dinamo Minsk.  Le Dinamo Kiev étant déjà qualifié pour la Coupe des clubs champions, c'est le Dinamo Minsk qui se qualifie pour la Coupe des coupes 1987-1988 en qualité de finaliste.

## Format
Un total de 80 équipes prennent part à cette édition. Cela inclut les 16 participants à la première division 1986 ainsi que les 24 clubs du deuxième échelon, à qui s'ajoutent 40 équipes de la troisième division.
Le tournoi se divise en sept tours, à l'issue desquels le vainqueur de la compétition est désigné. Chaque confrontation prend la forme d'une rencontre unique jouée sur la pelouse d'une des deux équipes. En cas d'égalité à l'issue du temps réglementaire d'un match, une prolongation est jouée. Si celle-ci ne suffit pas à départager les deux équipes, le vainqueur est désigné à l'issue d'une séance de tirs au but.
La compétition suivant un calendrier sur deux années, contrairement à celui des championnats soviétiques qui s'inscrit sur une seule année, celle-ci se trouve de fait à cheval entre deux saisons de championnat ; ainsi pour certaines équipes promues ou reléguées à l'issue de la saison 1986, la division indiquée peut varier d'un tour à l'autre.

## Résultats

### Premier tour
Les rencontres de ce tour sont jouées les 3 et 4 mai 1986.
| Date       | Domicile                       | Score                | Extérieur                           |
| ---------- | ------------------------------ | -------------------- | ----------------------------------- |
| 3 mai 1986 | Khimik Grodno (D3)             | 2 - 1                | (D3) Krasnaïa Presnia Moscou        |
| 3 mai 1986 | CSKA Moscou (D2)               | 4 - 1                | (D3) Znamia Trouda Orekhovo-Zouïevo |
| 3 mai 1986 | Ouralmach Sverdlovsk (D3)      | 0 - 1 ap             | (D2) Nistru Kichinev                |
| 3 mai 1986 | Ouralets Nijni Taguil (D3)     | 2 - 0                | (D2) SKA-Khabarovsk                 |
| 3 mai 1986 | Torpedo Roubtsovsk (D3)        | 1 - 2                | (D2) Kolos Nikopol (uk)             |
| 3 mai 1986 | Spartak Oktemberian (D3)       | 1 - 0                | (D3) Kolkhoztchi Achkhabad          |
| 3 mai 1986 | Spartak Naltchik (D3)          | 1 - 2 ap             | (D2) Fakel Voronej                  |
| 3 mai 1986 | Sokhibkor Khalkabad (D3)       | 1 - 3                | (D2) Daugava Riga                   |
| 3 mai 1986 | Sokol Saratov (D3)             | 4 - 2                | (D2) Iskra Smolensk                 |
| 3 mai 1986 | SKA Rostov (D2)                | 3 - 1                | (D3) Soudostroïtel Nikolaïev        |
| 3 mai 1986 | SKA Odessa (D3)                | 1 - 4 ap             | (D3) Ouralan Elista                 |
| 3 mai 1986 | SKA Kiev (D3)                  | 0 - 1                | (D2) Dinamo Batoumi                 |
| 3 mai 1986 | Rostselmach Rostov (D2)        | 3 - 0                | (D3) Arsenal Toula                  |
| 3 mai 1986 | Pakhtakor Tachkent (D2)        | 3 - 1                | (D3) Niva Vinnitsa                  |
| 3 mai 1986 | Pamir Douchanbé (D2)           | 2 - 2 ap (3 - 2 tab) | (D3) Neftianik Fergana              |
| 3 mai 1986 | Metallourg Zaporojié (D2)      | 2 - 0                | (D3) Tselinnik Tselinograd          |
| 3 mai 1986 | Meliorator Tchimkent (D3)      | 2 - 3                | (D3) Traktor Pavlodar               |
| 3 mai 1986 | Krylia Sovetov Kouïbychev (D3) | 1 - 0                | (D2) Spartak Ordjonikidzé           |
| 3 mai 1986 | Karabakh Stepanakert (D3)      | 1 - 1 ap (2 - 4 tab) | (D2) SKA Karpaty Lvov               |
| 3 mai 1986 | Zorki Krasnogorsk (D3)         | 2 - 1                | (D2) Guria Lantchkhouti             |
| 3 mai 1986 | Zvezda Perm (D3)               | 1 - 1 ap (7 - 8 tab) | (D3) Kiapaz Kirovabad               |
| 3 mai 1986 | Zakarpatié Oujgorod (D3)       | 4 - 0                | (D3) Dinamo Briansk                 |
| 3 mai 1986 | Dinamo Stavropol (D2)          | 4 - 1                | (D3) Zarafchan Navoï                |
| 3 mai 1986 | Dinamo Samarkand (D3)          | 1 - 0 ap             | (D3) Zvezda Irkoutsk                |
| 3 mai 1986 | Geolog Tioumen (D3)            | 1 - 0                | (D2) Chinnik Iaroslavl              |
| 3 mai 1986 | Chakhtior Karaganda (D3)       | 1 - 0                | (D2) Atlantas Klaipėda              |
| 3 mai 1986 | Rotor Volgograd (D2)           | 4 - 1                | (D3) Irtych Omsk                    |
| 3 mai 1986 | Dniepr Moguilev (D3)           | 3 - 0                | (D3) Niva Ternopol                  |
| 3 mai 1986 | Kouban Krasnodar (D2)          | 4 - 0                | (D3) Dinamo Kirov                   |
| 3 mai 1986 | Lokomotiv Moscou (D2)          | 0 - 0 ap (2 - 3 tab) | (D3) Tavria Simferopol              |
| 3 mai 1986 | Kouzbass Kemerovo (D2)         | 4 - 1                | (D3) Avangard Koursk                |
| 4 mai 1986 | Kotaïk Abovian (D2)            | 1 - 1 ap (4 - 2 tab) | (D3) Metallourg Lipetsk             |

### Deuxième tour
Les rencontres de ce tour sont jouées entre le 24 et 26 mai 1986.
| Date        | Domicile                   | Score                | Extérieur                      |
| ----------- | -------------------------- | -------------------- | ------------------------------ |
| 24 mai 1986 | CSKA Moscou (D2)           | 2 - 1                | (D2) Kouzbass Kemerovo         |
| 24 mai 1986 | Ouralets Nijni Taguil (D3) | 1 - 1 ap (2 - 4 tab) | (D2) Metallourg Zaporojié      |
| 24 mai 1986 | Tavria Simferopol (D3)     | 2 - 1                | (D2) Pakhtakor Tachkent        |
| 24 mai 1986 | SKA Karpaty Lvov (D2)      | 2 - 0                | (D2) Dinamo Samarkand          |
| 24 mai 1986 | SKA Rostov (D2)            | 0 - 2                | (D3) Dniepr Moguilev           |
| 24 mai 1986 | Kiapaz Kirovabad (D3)      | 4 - 1                | (D2) Pamir Douchanbé           |
| 24 mai 1986 | Kotaïk Abovian (D2)        | 1 - 0                | (D3) Krylia Sovetov Kouïbychev |
| 24 mai 1986 | Kolos Nikopol (uk) (D2)    | 2 - 0                | (D3) Spartak Oktemberian       |
| 24 mai 1986 | Dinamo Batoumi (D2)        | 2 - 1                | (D3) Ouralan Elista            |
| 24 mai 1986 | Geolog Tioumen (D3)        | 2 - 3 ap             | (D2) Dinamo Stavropol          |
| 24 mai 1986 | Kouban Krasnodar (D2)      | 2 - 1                | (D3) Rotor Volgograd           |
| 24 mai 1986 | Daugava Riga (D2)          | 5 - 0                | (D2) Nistru Kichinev           |
| 24 mai 1986 | Traktor Pavlodar (D3)      | 0 - 1                | (D3) Chakhtior Karaganda       |
| 25 mai 1986 | Rostselmach Rostov (D2)    | 1 - 0                | (D2) Zorki Krasnogorsk         |
| 25 mai 1986 | Fakel Voronej (D2)         | 2 - 3                | (D3) Khimik Grodno             |
| 26 mai 1986 | Sokol Saratov (D3)         | 3 - 2 ap             | (D2) Zakarpatié Oujgorod       |

### Seizièmes de finale
Les rencontres de ce tour sont jouées entre le 14 juin et le 5 août 1986. Les équipes de la première division 1986 font leur entrée en lice durant cette phase.
| Date         | Domicile                  | Score                | Extérieur                   |
| ------------ | ------------------------- | -------------------- | --------------------------- |
| 14 juin 1986 | Tavria Simferopol (D2)    | 2 - 1                | (D1) Tchernomorets Odessa   |
| 14 juin 1986 | Spartak Moscou (D1)       | 3 - 1                | (D2) CSKA Moscou            |
| 14 juin 1986 | SKA Karpaty Lvov (D2)     | 1 - 0                | (D1) Ararat Erevan          |
| 14 juin 1986 | Metallourg Zaporojié (D2) | 2 - 1 ap             | (D1) Dniepr Dniepropetrovsk |
| 14 juin 1986 | Kiapaz Kirovabad (D3)     | 1 - 1 ap (7 - 6 tab) | (D1) Torpedo Koutaïssi      |
| 14 juin 1986 | Kolos Nikopol (uk) (D2)   | 2 - 0                | (D1) Chakhtior Donetsk      |
| 14 juin 1986 | Žalgiris Vilnius (D1)     | 3 - 0                | (D2) Kouban Krasnodar       |
| 14 juin 1986 | Dniepr Moguilev (D3)      | 0 - 2 ap             | (D1) Zénith Léningrad       |
| 14 juin 1986 | Dinamo Tbilissi (D1)      | 2 - 0                | (D2) Rostselmach Rostov     |
| 14 juin 1986 | Dinamo Minsk (D1)         | 4 - 1                | (D2) Kotaïk Abovian         |
| 14 juin 1986 | Dinamo Batoumi (D2)       | 1 - 2                | (D1) Metallist Kharkov      |
| 14 juin 1986 | Chakhtior Karaganda (D3)  | 1 - 3                | (D1) Dinamo Moscou          |
| 14 juin 1986 | Khimik Grodno (D3)        | 1 - 0                | (D1) Neftchi Bakou          |
| 14 juin 1986 | Daugava Riga (D2)         | 2 - 1                | (D1) Kaïrat Alma-Ata        |
| 15 juin 1986 | Torpedo Moscou (D1)       | 3 - 1                | (D3) Sokol Saratov          |
| 5 août 1986  | Dinamo Stavropol (D2)     | 1 - 2                | (D1) Dinamo Kiev            |

### Huitièmes de finale
Les rencontres de ce tour sont jouées entre le 4 août et le 27 septembre 1986.
| Date              | Domicile                | Score                | Extérieur                 |
| ----------------- | ----------------------- | -------------------- | ------------------------- |
| 4 août 1986       | Zénith Léningrad (D1)   | 0 - 1                | (D1) Dinamo Minsk         |
| 5 août 1986       | Torpedo Moscou (D1)     | 2 - 1                | (D1) Dinamo Tbilissi      |
| 5 août 1986       | SKA Karpaty Lvov (D2)   | 1 - 1 ap (3 - 2 tab) | (D1) Žalgiris Vilnius     |
| 5 août 1986       | Kolos Nikopol (uk) (D2) | 1 - 0                | (D2) Metallourg Zaporojié |
| 5 août 1986       | Metallist Kharkov (D1)  | 1 - 0 ap             | (D1) Spartak Moscou       |
| 5 août 1986       | Tavria Simferopol (D2)  | 4 - 3                | (D3) Khimik Grodno        |
| 6 août 1986       | Dinamo Moscou (D1)      | 3 - 1                | (D2) Daugava Riga         |
| 27 septembre 1986 | Dinamo Kiev (D1)        | 2 - 1                | (D3) Kiapaz Kirovabad     |

### Quarts de finale
Les rencontres de ce tour sont jouées le 14 mai 1987.
| Date        | Domicile               | Score                | Extérieur               |
| ----------- | ---------------------- | -------------------- | ----------------------- |
| 14 mai 1987 | Metallist Kharkov (D1) | 0 - 0 ap (2 - 3 tab) | (D2) Tavria Simferopol  |
| 14 mai 1987 | Dinamo Moscou (D1)     | 1 - 0                | (D2) Kolos Nikopol (uk) |
| 14 mai 1987 | Dinamo Minsk (D1)      | 3 - 2                | (D1) Torpedo Moscou     |
| 14 mai 1987 | Dinamo Kiev (D1)       | 4 - 0                | (D2) SKA Karpaty Lvov   |

### Demi-finales
Les rencontres de ce tour sont jouées le 22 mai 1987.
| Date        | Domicile               | Score                | Extérieur          |
| ----------- | ---------------------- | -------------------- | ------------------ |
| 22 mai 1987 | Tavria Simferopol (D2) | 0 - 2                | (D1) Dinamo Minsk  |
| 22 mai 1987 | Dinamo Kiev (D1)       | 0 - 0 ap (5 - 4 tab) | (D1) Dinamo Moscou |

### Finale
| ·                 |                         |         |
| Titulaires :      |                         |         |
|                   |                         |         |
|                   | Viktor Chanov           |         |
|                   | Alekseï Mikhaïlitchenko |         |
|                   | Sergueï Baltacha        |         |
|                   | Oleg Kuznetsov          |         |
|                   | Anatoli Demyanenko      |         |
|                   | Vassili Rats            |         |
|                   | Pavel Yakovenko         |         |
|                   | Andreï Bal              |         |
|                   | Aleksandr Zavarov       |         |
|                   | Vadim Ievtouchenko      |         |
|                   | Oleg Blokhine           | 57e     |
|                   |                         |         |
| Remplaçants :     |                         |         |
|                   | Vladimir Gorily (en)    | 57e 70e |
|                   | Ivan Yaremchuk          | 70e     |
|                   |                         |         |
| Entraîneur :      |                         |         |
| Valeri Lobanovski |                         |         |

| ·                    |                            |     |
| Titulaires :         |                            |     |
|                      |                            |     |
|                      | Andreï Satsounkevitch (en) |     |
|                      | Sergueï Borovski           |     |
|                      | Aleksandr Metlitski        |     |
|                      | Viktor Ianouchevski (en)   |     |
|                      | Viktor Sokol               | 80e |
|                      | Andreï Zygmantovitch       |     |
|                      | Sergueï Gotsmanov          |     |
|                      | Sergueï Derkatch (en)      | 87e |
|                      | Sergueï Aleïnikov          |     |
|                      | Andreï Chalimo             | 56e |
|                      | Georgi Kondratiev          |     |
|                      |                            |     |
| Remplaçants :        |                            |     |
|                      | Igor Gourinovitch          | 56e |
|                      | Iouri Kournenine           | 80e |
|                      | Aleksandr Kisten (ru)      | 87e |
|                      |                            |     |
| Entraîneur :         |                            |     |
| Ivan Savostikov (ru) |                            |     |

| ·                 |                         |         |
| Titulaires :      |                         |         |
|                   |                         |         |
|                   | Viktor Chanov           |         |
|                   | Alekseï Mikhaïlitchenko |         |
|                   | Sergueï Baltacha        |         |
|                   | Oleg Kuznetsov          |         |
|                   | Anatoli Demyanenko      |         |
|                   | Vassili Rats            |         |
|                   | Pavel Yakovenko         |         |
|                   | Andreï Bal              |         |
|                   | Aleksandr Zavarov       |         |
|                   | Vadim Ievtouchenko      |         |
|                   | Oleg Blokhine           | 57e     |
|                   |                         |         |
| Remplaçants :     |                         |         |
|                   | Vladimir Gorily (en)    | 57e 70e |
|                   | Ivan Yaremchuk          | 70e     |
|                   |                         |         |
| Entraîneur :      |                         |         |
| Valeri Lobanovski |                         |         |

| ·                    |                            |     |
| Titulaires :         |                            |     |
|                      |                            |     |
|                      | Andreï Satsounkevitch (en) |     |
|                      | Sergueï Borovski           |     |
|                      | Aleksandr Metlitski        |     |
|                      | Viktor Ianouchevski (en)   |     |
|                      | Viktor Sokol               | 80e |
|                      | Andreï Zygmantovitch       |     |
|                      | Sergueï Gotsmanov          |     |
|                      | Sergueï Derkatch (en)      | 87e |
|                      | Sergueï Aleïnikov          |     |
|                      | Andreï Chalimo             | 56e |
|                      | Georgi Kondratiev          |     |
|                      |                            |     |
| Remplaçants :        |                            |     |
|                      | Igor Gourinovitch          | 56e |
|                      | Iouri Kournenine           | 80e |
|                      | Aleksandr Kisten (ru)      | 87e |
|                      |                            |     |
| Entraîneur :         |                            |     |
| Ivan Savostikov (ru) |                            |     |